# لیگ چلنج فوتبال مالت
لیگ چلنج فوتبال مالت (انگلیسی: Maltese Challenge League) دومین لیگ معتبر فوتبال در کشور مالت است که در سال ۱۹۱۰ بنیان‌گذاری شده و زیر نظر اتحادیه فوتبال مالت برگزار می‌شود.